# Vetrol
Vetrol je česká skupina působící ve stylu hard and heavy. Kapela vznikla v roce 2003 ve městě Český Dub na Liberecku v oblasti Podještědí a je prvním autorským hudebním uskupením, které v této oblasti vzniklo po pádu totalitního režimu. Aktivita kapely tímto iniciovala vznik dalších autorských regionálních kapel v čele s punkovou formací Prozatímní řešení, či core punkovými Horror Porno Cocks. Na svém kontě má Vetrol dvě dlouhohrající alba Vet´n´Roll (2008), 20th Century Rock (2011) a Pekelnej bar (2022)

## Diskografie
Vet'n'roll (2008)
- „Intro“ – 0:24
- „Špatný den“ – 5:31
- „Smrt“ – 4:57
- „Plnejkejbl“ – 3:24
- „Poseidon“ – 5:11
- „Ledová smršť“ – 2:20
- „Zlý znamení“ – 5:03
- „Sahara“ – 4:24
- „Rocker“ – 5:30
- „Randy Rhoads“ – 4:58
- „Vládci času“ – 5:14

20th Century Rock (2011)
- „20th Century Rock“ – 4:27
- „Pomsta davů“ – 4:32
- „Klára“ – 3:28
- „Nevěrná“ – 4:31
- „Mikrokosmos“ – 6:45
- „Za tebou“ – 3:38
- „Vetrol“ – 5:52
- „Láska a nenávist“ – 4:12
- „Boj“ – 2:49